# Stabilizator raspoloženja
Stabilizatori raspoloženja su lijekovi koji sprječavaju nagle i intenzivne promjene raspoloženja - iz depresije u maniju i obrnuto.

Koriste se u liječenju psihijatrijskih bolesti, kao što su bipolarni poremećaj, klinička depresija, granični poremećaj ličnosti te shizoafektivni poremećaj.

## Predstavnici
- Litij (litij-karbonat)

- Antikonvulzivi
  - Valproat
  - Lamotrigin
  - Karbamazepin
- Atipični antipsihotici